# Municipio de Butler (condado de Columbiana)
El municipio de Butler (en inglés: Butler Township) es un municipio ubicado en el condado de Columbiana en el estado estadounidense de Ohio. En el año 2010 tenía una población de 3614 habitantes y una densidad poblacional de 42,38 personas por km².

## Geografía
El municipio de Butler se encuentra ubicado en las coordenadas 40°51′28″N 80°55′29″O / 40.85778, -80.92472. Según la Oficina del Censo de los Estados Unidos, el municipio tiene una superficie total de 85.29 km², de la cual 85,16 km² corresponden a tierra firme y (0,15 %) 0,13 km² es agua.

## Demografía
Según el censo de 2010, había 3614 personas residiendo en el municipio de Butler. La densidad de población era de 42,38 hab./km². De los 3614 habitantes, el municipio de Butler estaba compuesto por el 98,23 % blancos, el 0,33 % eran afroamericanos, el 0,06 % eran amerindios, el 0,22 % eran asiáticos, el 0,22 % eran de otras razas y el 0,94 % eran de una mezcla de razas. Del total de la población el 0,66 % eran hispanos o latinos de cualquier raza.